# Ydmyghed
Ydmyghed er en erkendelse af andres værd, og kan på enkelte områder sammenlignes med beskedenhed.[kilde mangler] Ydmyghed defineres ofte som et begreb, der hører sjælen til. 
Ydmyghed er ikke selvudslettende, selv om det indimellem kan virke således, men er affødt af en dyb indsigt, der også tillader andres meninger, holdninger, m.m.  Mange religioner opererer med ydmyghed over for Gud eller det guddommelige. Man kan også føle sig ydmyg i smuk og storslået natur, ligesom man kan være ydmyg, når man møder mennesker med stor viden og personlighed. 

## Kristendommen
Den katolske præst Chad Ripperger (en) har i en prædiken om almen høflighed beskrevet ydmyghed som en grundlæggende forudsætning for at kunne udvise høflighed over for andre mennesker. Ripperger forklarer videre, at ydmyghed som dyd er funderet i en erkendelse af, at man ikke er Universets centrum. 
Det nye testamente indeholder adskillige eksempler på ydmyghed, og begrebet nævnes også direkte i flere af evangelierne. 

### Matthæusevangeliet
"Den, der ophøjer sig selv, skal ydmyges, og den, der ydmyger sig selv, skal ophøjes." - Jesus Kristus (Matt. 23:8) 

### Lukasevangeliet

#### Lignelsen om farisæeren og tolderen
Til nogle, som stolede på, at de selv var retfærdige, og som foragtede alle andre, fortalte Jesus denne lignelse: »To mænd gik op til templet for at bede. Den ene var en farisæer, den anden en tolder. Farisæeren stillede sig op og bad således for sig selv: Gud, jeg takker dig, fordi jeg ikke er som andre mennesker, røvere, uretfærdige, ægteskabsbrydere, eller som tolderen dér. Jeg faster to gange om ugen, og jeg giver tiende af hele min indtægt. Men tolderen stod afsides og ville ikke engang løfte sit blik mod himlen, men slog sig for brystet og sagde: Gud, vær mig synder nådig! Jeg siger jer: Det var ham, der gik hjem som retfærdig, ikke den anden. For enhver, som ophøjer sig selv, skal ydmyges, og den, der ydmyger sig selv, skal ophøjes.« - Jesus Kristus (Lukas 18:9-14).  